# Burn (banda)
Burn es una banda neoyorkina de hardcore punk, formada en 1989.

## Historia
Su primer lanzamiento fue un EP homónimo por Revelation Records en 1990. Desde 1992, la banda estuvo muy inactiva, con el vocalista Chaka Malik formando Orange 9mm, el guitarrista Gavin Van Vlack participó en Pry, Die 116 y The Big Collapse, y el baterista Alan Cage en Quicksand.  A pesar de esto, Burn nunca se disolvió oficialmente, por lo que se reinició con la incorporación Vic DiCara como guitarrista (108, Inside Out) y Manny Carrero como bajista (Glassjaw). A finales de 2001, Burn lanzó un nuevo EP en Equal Vision Records, Cleanse. En 2002, la banda lanzó una grabación inédita de 1992 llamada Last Great Sea, ya que había circulado previamente como demo.
En abril de 2016, la banda anunció su cuarto lanzamiento, From the Ashes. Con los miembros fundadores Malik y Van Vlack, y los nuevos Tyler Krupsky y Abbas Muhammad, Burn lanzó su primer álbum de larga duración: Do or Die el 8 de septiembre de 2017, por Deathwish Inc.. El álbum fue producido por Kurt Ballou y masterizado por Howie Weinberg. En su promoción, la banda estuvo de gira en octubre de 2017, con Comeback Kid y Jesus Piece.

## Miembros
| Miembros actuales - Chaka Malik – voces - Gavin Van Vlack – guitarras - Tyler Krupsky – bajo - Abbas Muhammad – batería | Miembros anteriores - Vic DiCara – guitarras - Manny Carrero – bajo - Alex Napack – bajo - Alan Cage – batería - Durijah Lang – batería |

## Discografía
Álbumes de estudio
- Do or Die CD/LP (2017, Deathwish)

EPs
- Burn 7"/CD (1990, Revelation)
- Cleanse CD/LP (2001, Equal Vision)
- Last Great Sea 7"/CD (2002, Revelation)
- From the Ashes 7" (2016, Bridge 9)
- Mountain 7" (2018, The Essence)

Splits
- Burn / Prison 7" (1995, Lost And Found)

Bootlegs
- Live In New York City 1991 CD (1996)
- Burn The Flames tape
- ...Shall Be Judged CD
- Live At CBGB's 7"